# 市原市立双葉中学校
市原市立双葉中学校（いちはらしりつふたばちゅうがっこう）は、千葉県市原市光風台にある公立中学校。文部科学省学校コードはC112210002244、旧学校調査番号は123918で、教育開発出版所属中学校コードは120346。

## 概要
市原市中部の三和地区にある。光風台団地等の住宅街の開発による人口増加及び生徒数増加のため、市原市立三和中学校から分離開校した。

## 沿革

### 年表
- 1983年（昭和58年）4月1日 - 開校。

## 校則

### 制服
制服は以下の通りで1983年の開校以来変更はない。。
1. 冬服
  - 男子：詰襟学生服（学ラン）
  - 女子：カフスとセーラーカラーに3本の白いラインが入った濃紺色のセーラー服、白色のスカーフ
2. 夏服
  - 男子：Yシャツ、「Futaba」のロゴが入った黒系ズボン
  - 女子：ブラウス、吊りスカート、薄水色のリボン

市原市内の姉崎中、姉崎東中、有秋中、東海中、千種中、三和中、市原中、市東中、湿津中の制服とは、校章以外でほとんど見分けがつかない。なお、八幡中も制服変更前は同様のものであった。

## 施設

### 敷地
敷地の詳細は以下の通りである。
- 所在地：〒290-0255　千葉県市原市光風台1丁目475番地
- 所有者：市原市
- 敷地面積：23,373m2
- 用途地域：第一種住居地域
- 指定建蔽率：60%
- 指定容積率：200%
- 取得価格：1,150,240,000円

### 建物
敷地内の建物は以下の通りである。
| 棟番号 | 棟名称         | 構造 | 階数        | 延床面積   | 建築年 | 耐震情報 | 備考 |
| ------ | -------------- | ---- | ----------- | ---------- | ------ | -------- | ---- |
| 001    | 校舎-1・2      | RC造 | 地上4階建て | 4,569.00m2 | 1983年 | 新耐震   |      |
| 002    | 体育館         | RC造 | 地上1階建て | 1,012.00m2 | 1983年 | 新耐震   |      |
| 003    | 校舎-3         | RC造 | 地上4階建て | 925.00m2   | 1985年 | 新耐震   |      |
| 004    | 武道場         | RC造 | 地上2階建て | 782.00m2   | 1990年 | 新耐震   |      |
| 005    | 渡り廊下       | RC造 | 地上4階建て | 190.00m2   | 1983年 | 新耐震   |      |
| 006    | 倉庫・物置     | 木造 | 地上1階建て | 83.00m2    | 1983年 | -        |      |
| 007    | 脱衣室・更衣室 | 木造 | 地上1階建て | 62.00m2    | 1989年 | -        |      |
| 008    | 倉庫・物置     | S造  | 地上1階建て | 28.00m2    | 1996年 | -        |      |
| 009    | 倉庫・物置     | S造  | 地上1階建て | 28.00m2    | 1996年 | -        |      |
| 010    | 倉庫・物置     | 木造 | 地上1階建て | 26.00m2    | 1983年 | -        |      |

## 通学区域
光風台1 - 5丁目、中高根、風戸、馬立、上原、引田の一部、新生の一部、安須の一部、高坂の一部、上高根の一部

## 進学前小学校
- 市原市立光風台小学校
- 市原市立戸田小学校

## 近隣の学校
- 学校法人君津学園市原中央高等学校